# Impennaggio

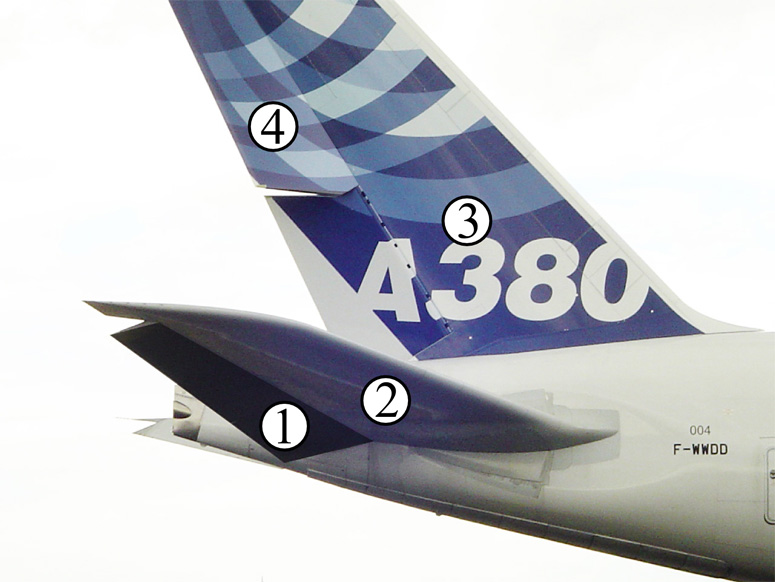
Impennaggi di coda:
- orizzontali:
- equilibratore
- stabilizzatore
- verticale:
- deriva
- timone.

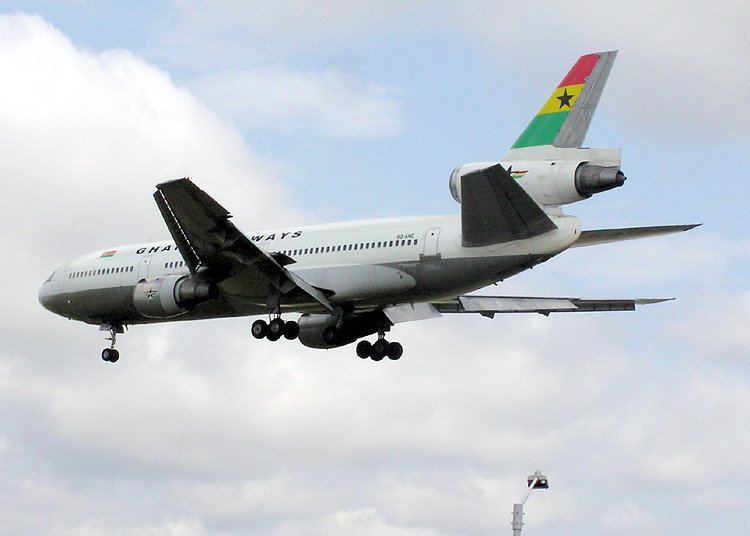
In alcuni aerei, come questo DC-10, il piano verticale di coda ospita una gondola del motore

1. equilibratore
2. stabilizzatore

1. deriva
2. timone.

L'impennaggio (o coda) è quella parte di aeromobile con funzioni stabilizzatrici e comprende uno o più piani orizzontali e uno o più piani verticali. I piani orizzontali sono costituiti spesso da una parte fissa, lo stabilizzatore, e una parte mobile, l'equilibratore, incernierata posteriormente allo stabilizzatore. In alcuni casi il piano orizzontale è formato da una superficie unica, lo stabilatore (contrazione di stabilizzatore ed equilibratore). I piani verticali sono costituiti anch'essi da due superfici, una fissa, la deriva, e una mobile, il timone, seppure in alcuni casi di aeroplani ad alte prestazioni (militari e acrobatici) sono presenti impennaggi verticali interamente mobili.
Spesso sulla deriva sono montate le antenne dei sistemi di radionavigazione. 
In alcuni velivoli, il piano verticale incorpora una gondola del motore, come ad esempio nei Lockheed L-1011 TriStar, McDonnell Douglas DC-10 ed MD-11, Boeing 727, Tupolev Tu-154 e Yakovlev Yak-40.

## Funzioni dell'impennaggio
Facendo riferimento a un sistema di tre assi ortogonali aventi origine nel baricentro dell'aereo e coincidenti con i tre assi principali d'inerzia del velivolo, per tali assi è solito usare i simboli X per l'asse longitudinale (movimento di rollio), Y per l'asse perpendicolare al piano di simmetria (movimento di beccheggio), Z per l'asse normale agli altri due (movimento di imbardata). Lo stabilizzatore orizzontale e quello verticale, unitamente agli alettoni, hanno lo scopo di:
- assicurare l'equilibrio dei momenti attorno ai tre assi baricentrici X, Y e Z delle forze che si esercitano sul velivolo nei vari assetti di volo;
- rendere stabile l'aereo;
- permettere le manovre.

## Tipi di impennaggi
La tipologia degli impennaggi dipende dalla configurazione assunta a fronte del posizionamento, numero e forma, dello stabilizzatore verticale. È da rilevare che l'impennaggio orizzontale è sempre e comunque posto a una conveniente distanza dall'ala con giacitura all'incirca parallela a quella dell'ala stessa: esso ha una sezione a profilo simmetrico o quasi.

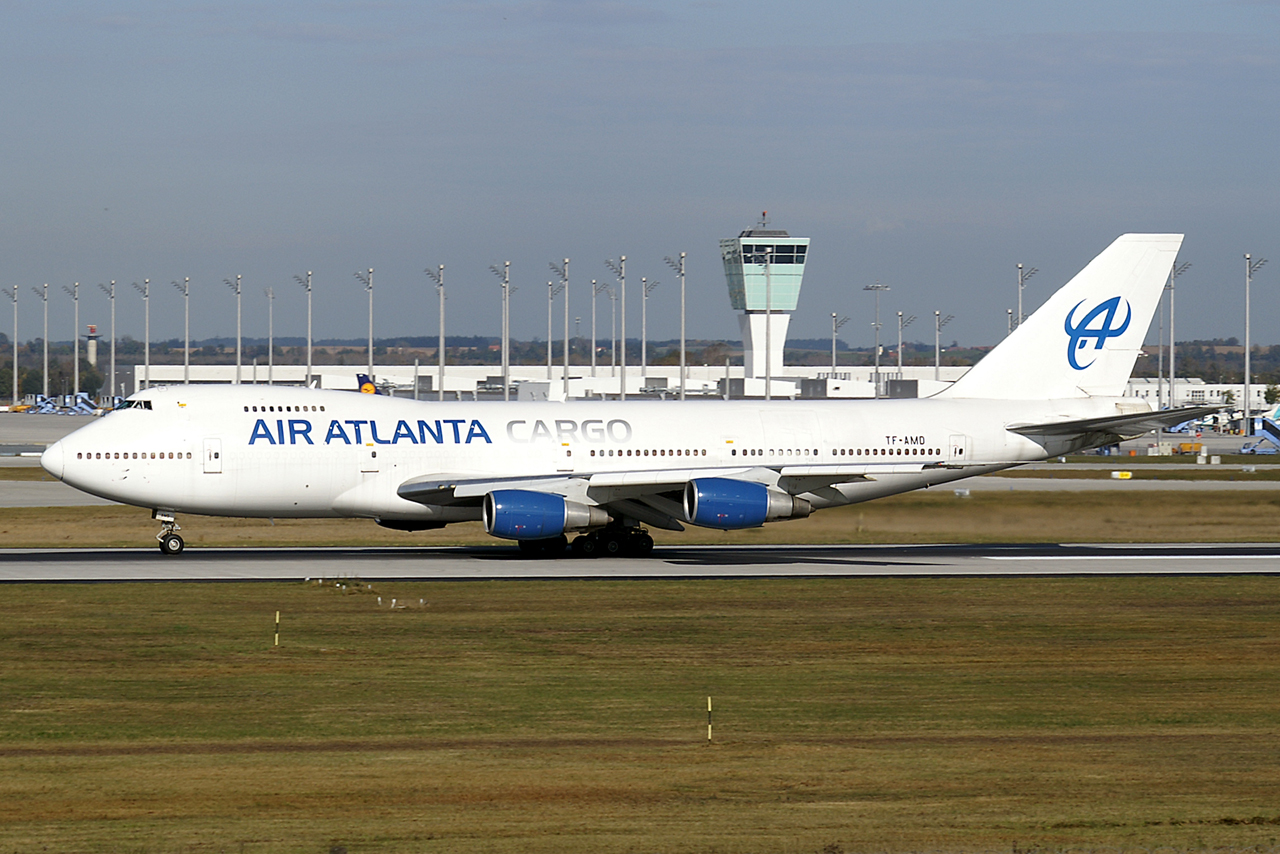
Impennaggio classico
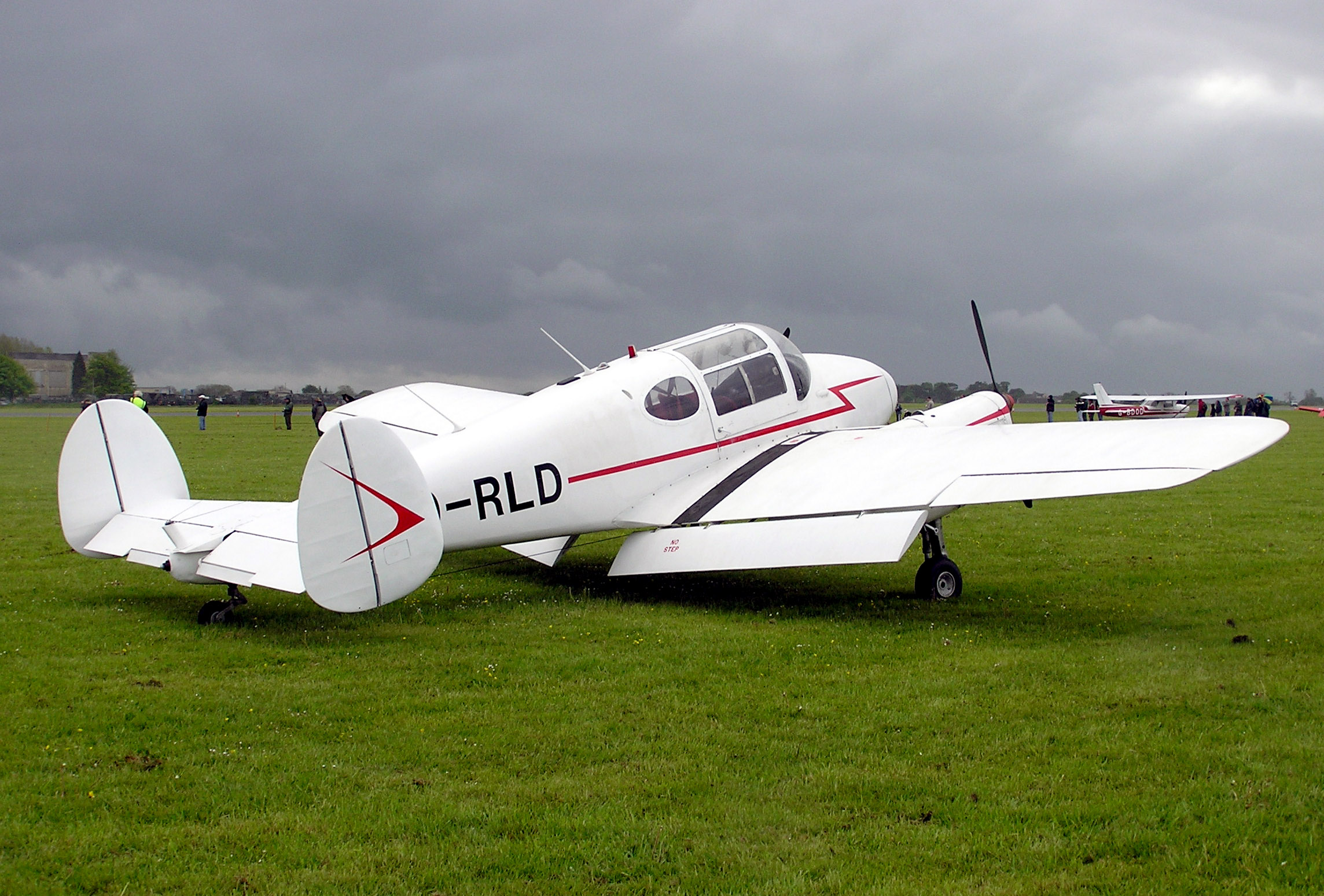
Impennaggio bideriva
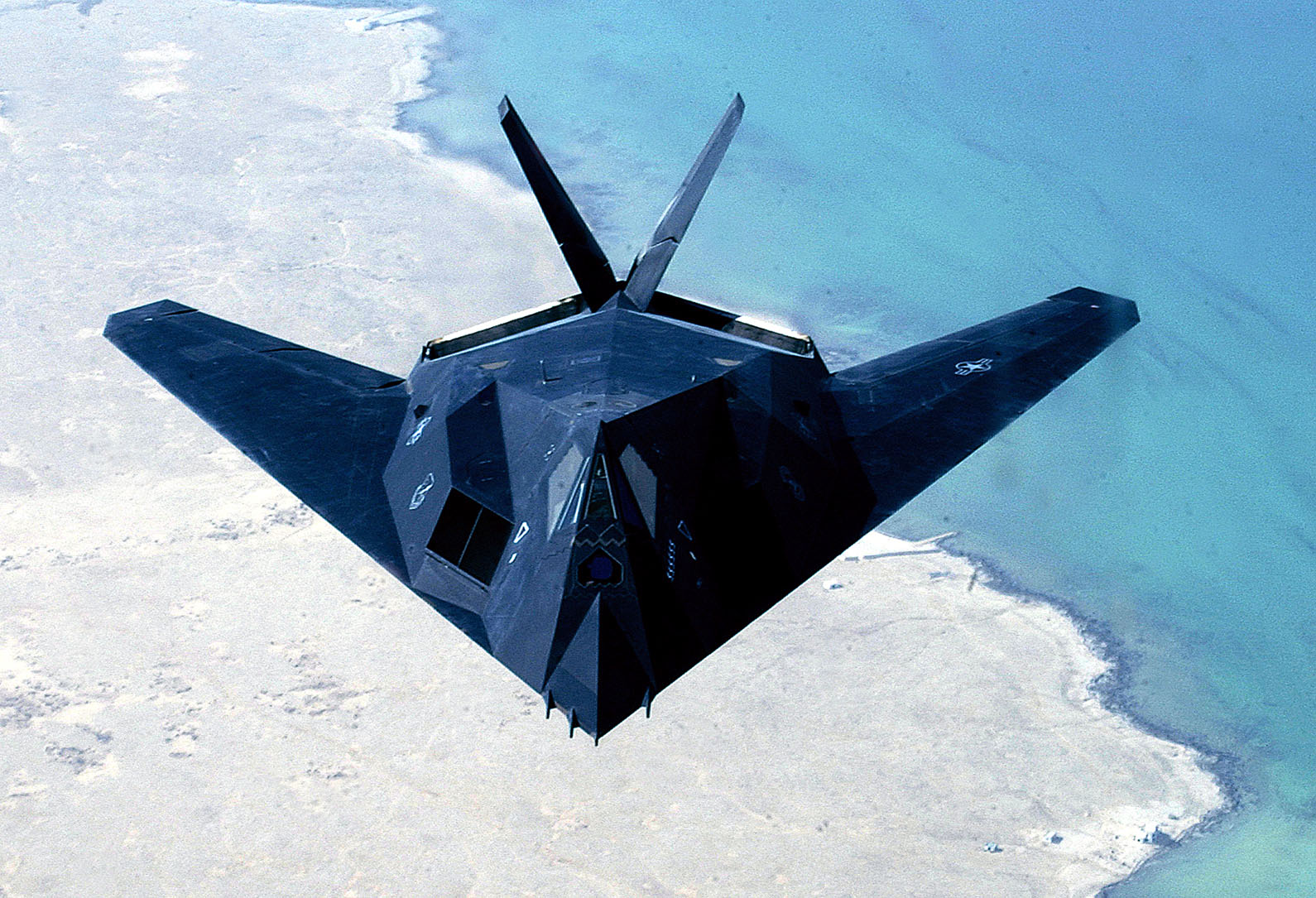
Impennaggio a farfalla
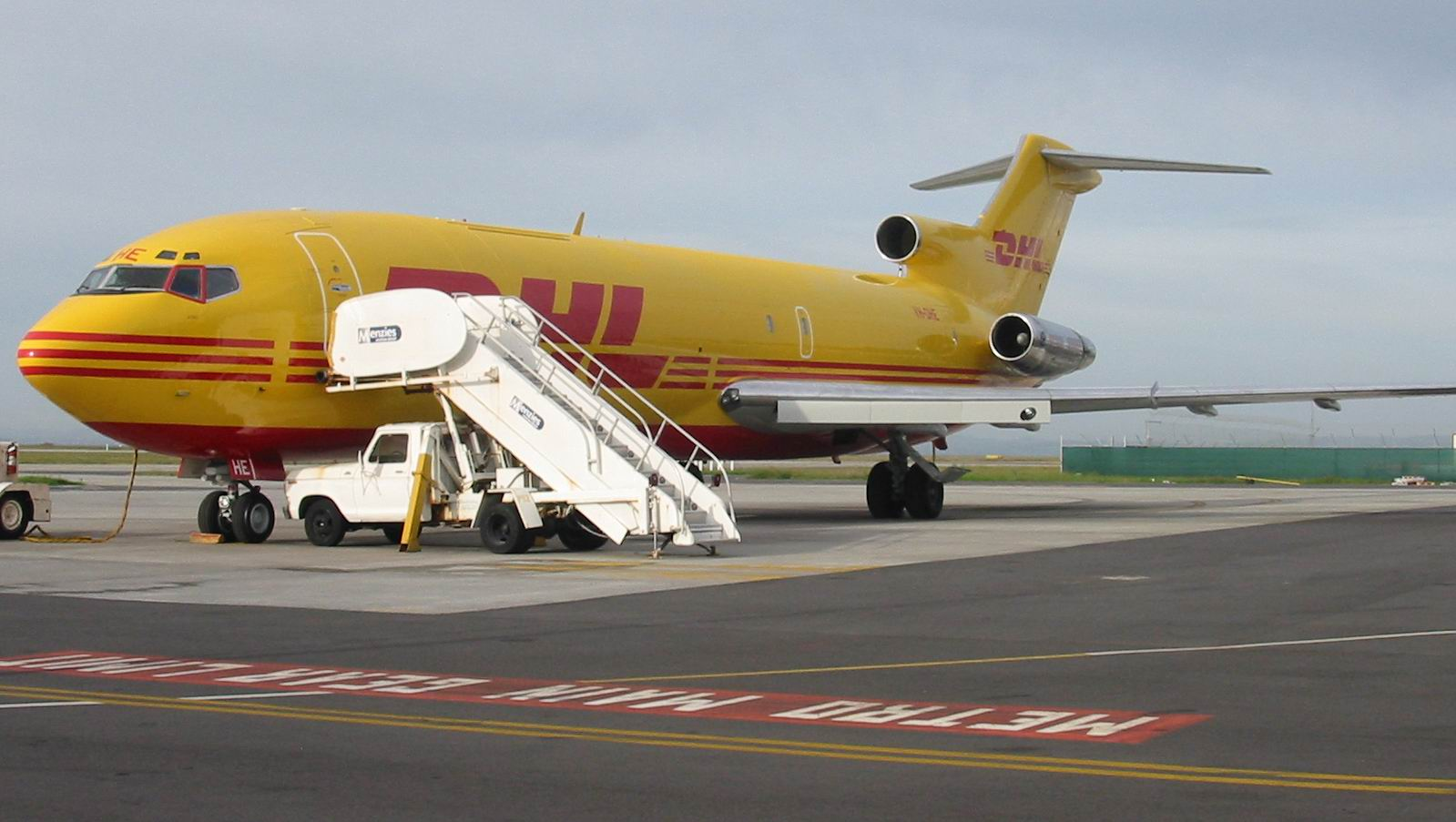
Impennaggio a T
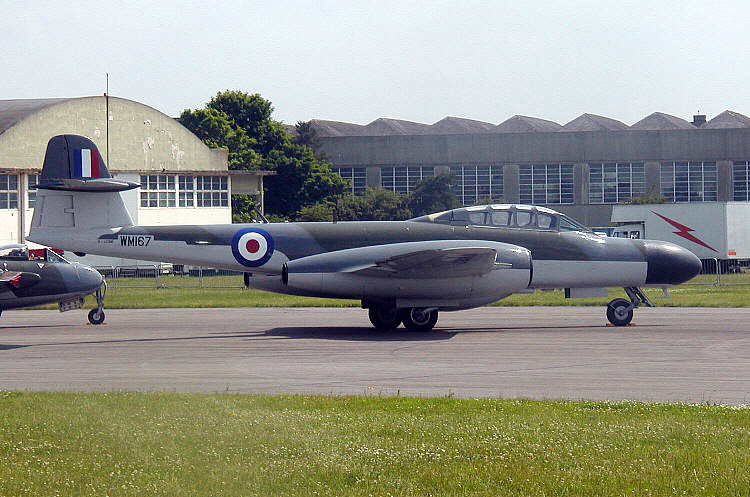
Impennaggio cruciforme
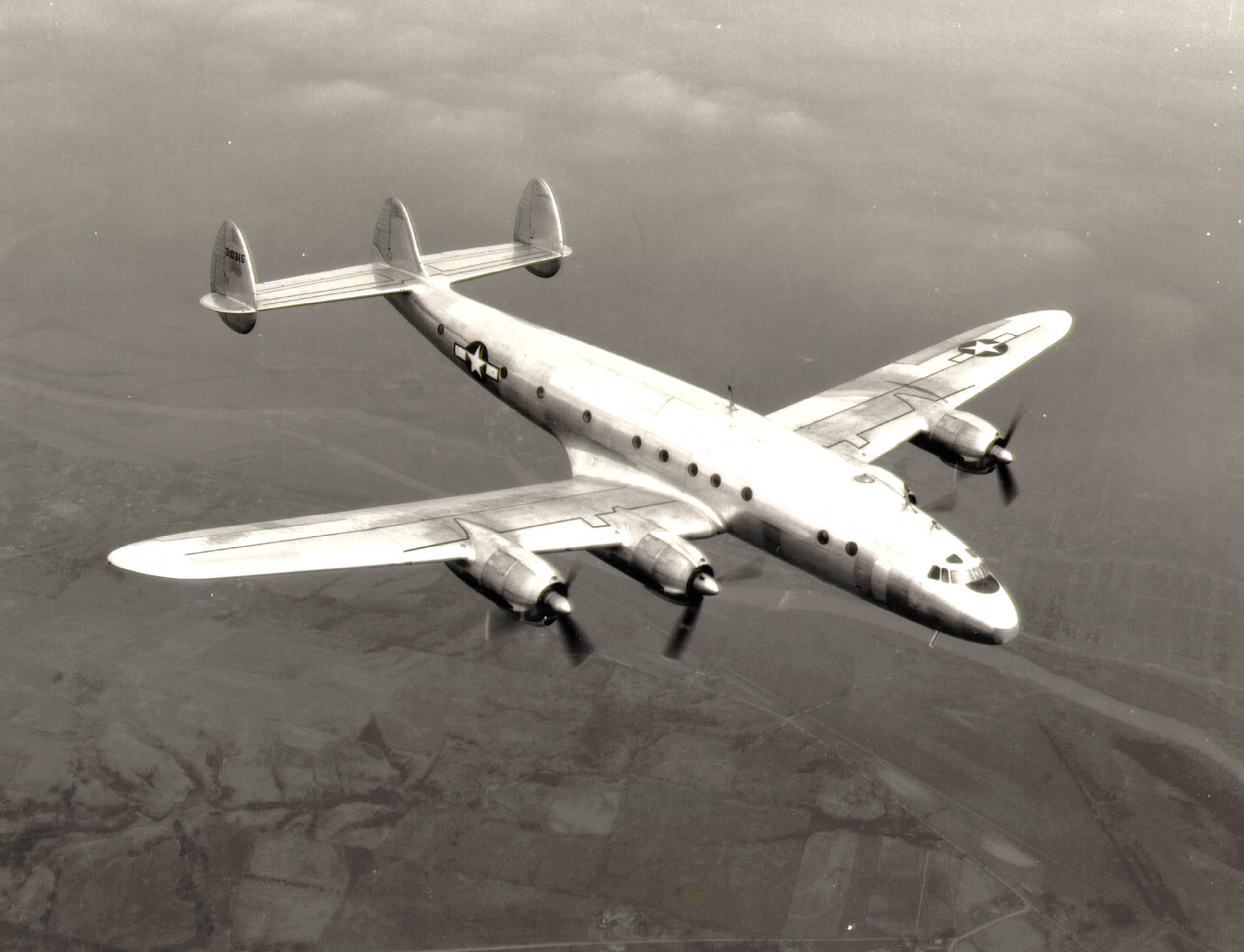
Impennaggio trideriva
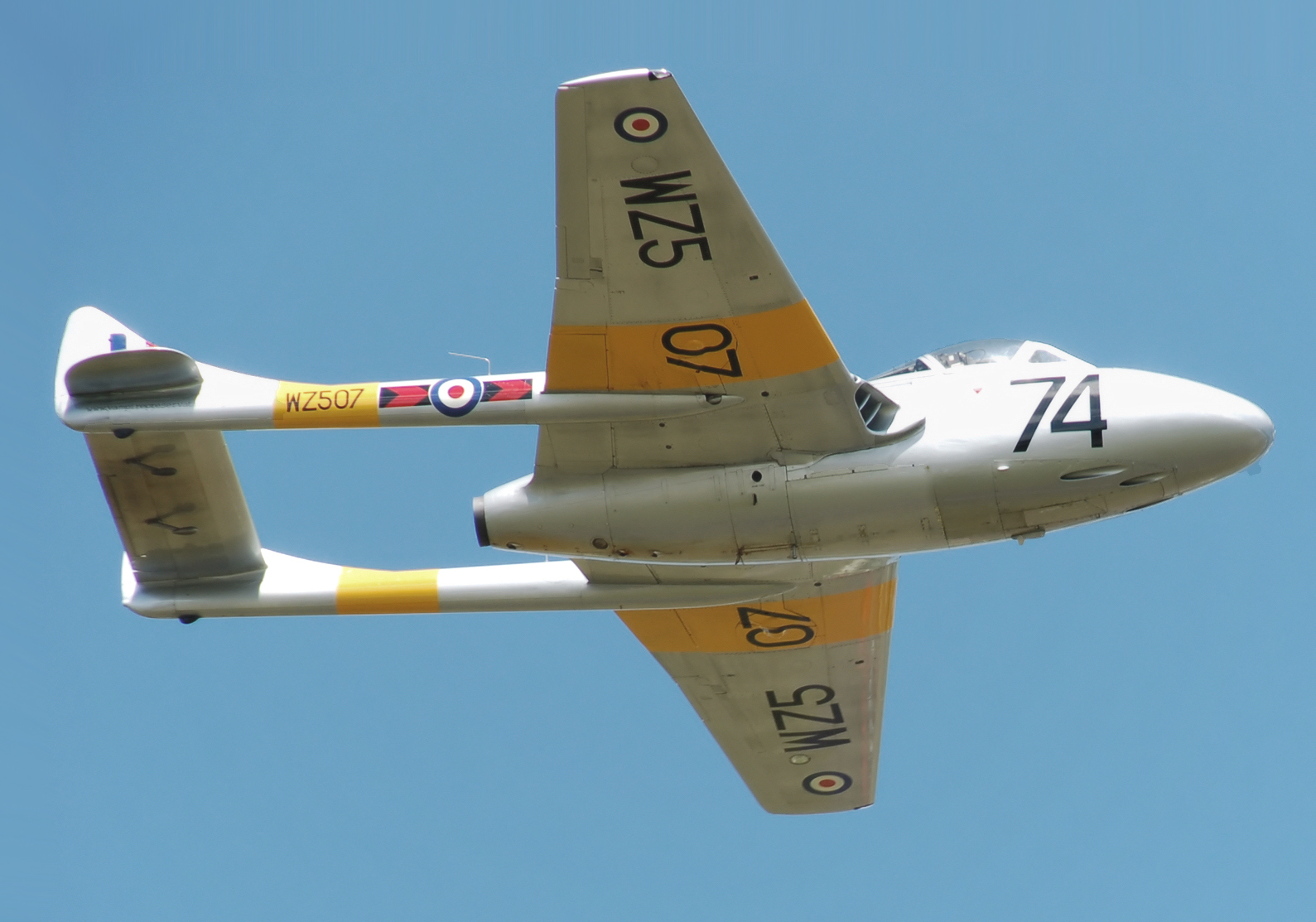
Impennaggio a doppia coda

### Impennaggio classico
Lo stabilizzatore verticale è disposto nel piano di simmetria del velivolo, se unico, e lo stabilizzatore orizzontale si trova collocato alla base della deriva.
Questa è la configurazione usata nella maggior parte degli aeroplani, in particolare nei monomotori a elica e nei grandi aerei commerciali con più motori jet sotto le ali.

### Impennaggio bideriva
L'impennaggio a bideriva presenta due stabilizzatori verticali, anziché un singolo stabilizzatore. Sono disposti sempre simmetricamente rispetto al piano di simmetria del velivolo.

### Impennaggio a farfalla o a V
Gli impennaggi a farfalla non presentano stabilizzatori verticali e orizzontali distinti. Le funzioni dei due stabilizzatori vengono riunite in una coppia di superfici portanti disposte in modo da formare un certo angolo (≈ 45°), rispetto al piano di simmetria longitudinale del velivolo. Questa configurazione è utilizzata nell'aereo da turismo Beechcraft Bonanza Model 35 e nel famoso caccia stealth F-117 Nighthawk.

### Impennaggio a T
Lo stabilizzatore orizzontale è montato sulla cima dello stabilizzatore verticale. I comandi e i motori per il beccheggio e il trimmaggio sono posizionati nell'interno della deriva. Questa disposizione è comunemente presente nei velivoli a motore posteriore, quali il Boeing 727 e il Douglas DC-9, oltre che nella maggior parte dei turboelica, come gli ATR e in molti alianti.
Questa configurazione è la seconda più comune dopo quella classica. Presenta il vantaggio di ridurre i vortici d'estremità e togliere i piani di coda dal flusso turbolento dei motori, aumentando l'efficienza. Un'altra ragione per cui se ne fa uso è per la posizione in coda dei motori.
Questa configurazione può essere pericolosa in caso di stallo, perché i vortici creati dalle ali potrebbero colpire lo stabilizzatore rendendolo poco efficace nella manovra di rimessa, di fatto rendendo l'aereo quasi ingovernabile.

### Impennaggio cruciforme
Lo stabilizzatore orizzontale interseca a mezza altezza lo stabilizzatore verticale in una configurazione a croce. Il Consolidated PBY Catalina (o il Gloster Meteor riportato in figura) adotta questa configurazione.

### Impennaggio trideriva
È una variante dell'impennaggio bideriva, essendo costituito di tre stabilizzatori verticali. Il migliore esempio di questa configurazione è il Lockheed Constellation. Questa configurazione venne adottata per dotare il velivolo della massima superficie verticale di stabilizzazione, mantenendo contemporaneamente la sua altezza entro limiti accettabili per consentirne l'accesso negli hangar di manutenzione.

### Impennaggio a doppia coda
È costituito da due bracci longitudinali fissati all'ala principale con la possibilità di contenere elementi ausiliari. In alcuni casi contribuisce a distribuire meglio i pesi e a irrigidire la struttura. Il Lockheed P-38 Lightning o il Selex ES Falco adottano questo impennaggio.

### Sistemacanard
Alcuni aeroplani utilizzano un sistema detto canard (anatra in francese) in cui lo stabilizzatore si trova sul muso dell'aereo.

## Alette compensatrici e trim
Le alette compensatrici sono delle piccole superfici articolate sul bordo d'uscita di una superficie di comando di un velivolo. L'angolo delle alette relativo alla superficie di comando può essere aggiustato, automaticamente o manualmente, per bilanciare le forze aerodinamiche e stabilizzare il velivolo in un assetto desiderato particolare senza la necessità di azioni di controllo costanti. Poiché il centro di pressione dell'aletta risulta più lontano dal bordo d'attacco della superficie mobile di quanto lo sia il centro di pressione di quest'ultima, il momento meccanico generato dall'aletta di compensazione bilancia il momento meccanico generato dalle superfici di controllo, e si realizza pertanto una esigenza di sforzo di barra ridotta o annullata. Come tali le alette di compensazione sono presenti sia sul timone di direzione sia sul timone di profondità.
Le stesse alette possono essere mosse dal pilota durante il volo (in particolare quelle sull'equilibratore) per mantenere l'assetto desiderato e sono dette trim.
In molti aerei commerciali recenti, il trimmaggio sul piano del beccheggio si ottiene con il movimento di pochi gradi del piano orizzontale "fisso", lo stabilizzatore, che perciò nei fatti, diventa anch'esso parte mobile.